# Линчи
Не следует путать с Линчеванием.

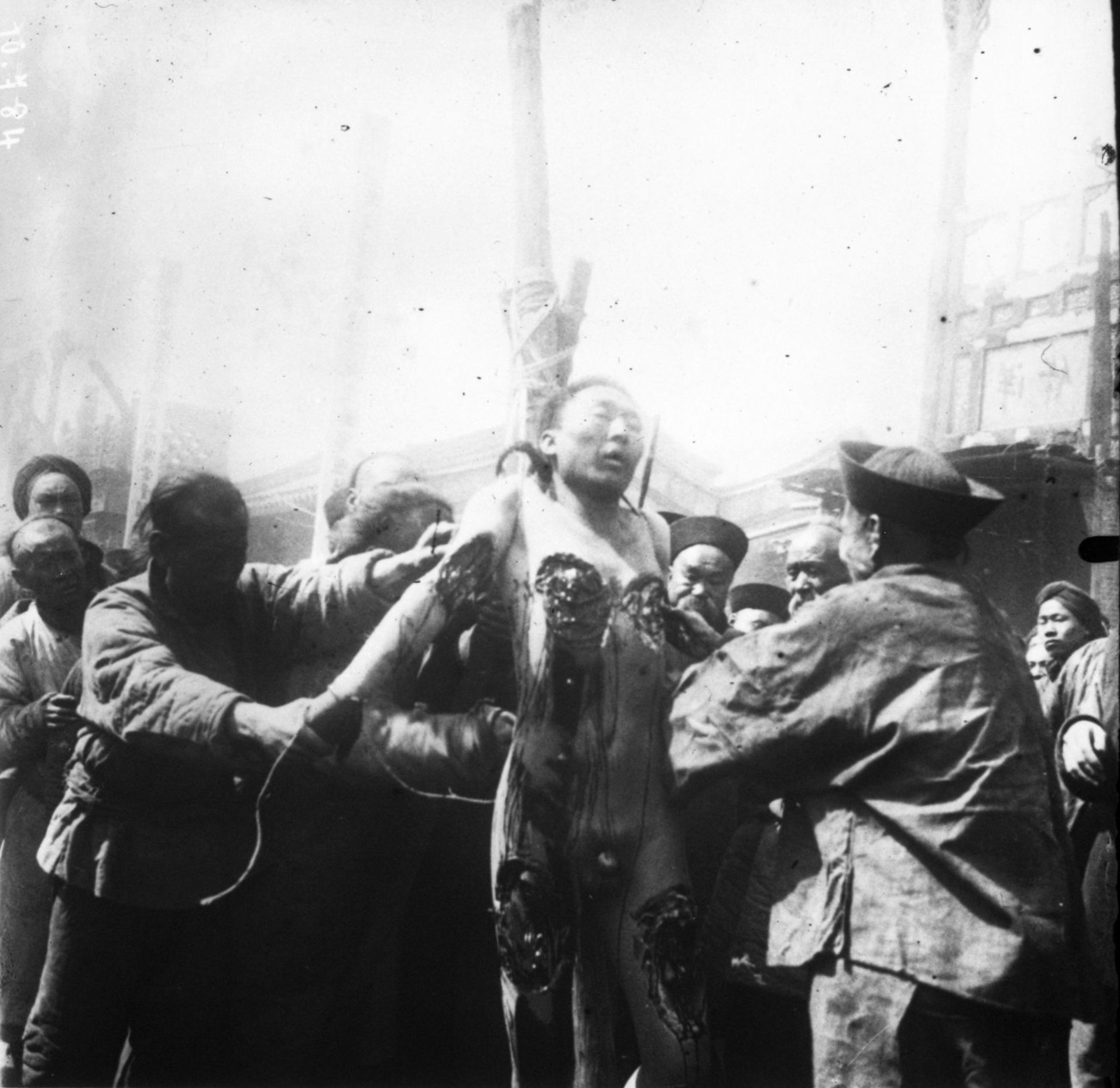
Казнь Линчи в Пекине, около 1910 года.

Линчи́ (кит. трад. 凌遲, упр. 凌迟, пиньинь língchí, буквально: «затяжная бесчеловечная смерть, медленная экзекуция», кит. трад. 殺千刀, упр. 杀千刀, пиньинь shàqiāndāo, буквально: «смерть от тысячи порезов») — особо мучительный способ смертной казни путём отрезания от тела жертвы небольших фрагментов в течение длительного периода времени. Также именовалась ваньгуа линчи (万剐凌迟) или цяньдао ваньгуа (千刀万剐).
Применялась в Китае за государственную измену и отцеубийство в Средние века и при династии Цин вплоть до её отмены в 1905 году. С предложением её отмены выступил ещё в XII веке поэт Лу Ю.
При цинской династии линчи в целях устрашения совершалась в общественных местах при большом стечении зевак. Сохранившиеся описания казни расходятся в подробностях. Жертву, как правило, накачивали опиумом, чтобы предотвратить потерю сознания.
Ни одна серия фотографий не отражает полного цикла казни.

## Известные казнённые
- Юань Чунхуань, видный минский военачальник (казнён 22 сентября 1630);
- Линь Цин, предводитель секты «Восемь триграмм», планировавший покушение на императора Цзяцина (1813);
- Хун Тянгуйфу, король тайпинов, 1864 год
- Ма Хуалун (и его семья), предводитель суфийского восстания, подавленного Цзо Цзунтаном (1873).